# Viktor Pobehajev
Viktor Jurijovyč Pobehajev (ukrajinsky Віктор Юрійович Побегаєв, rusky Виктор Юрьевич Побегаев, Viktor Jurjevič Poběgajev; * 8. května 1963 Bratskoje), v českých a slovenských médiích uváděný jako Viktor Pobegajev, je bývalý sovětský a ukrajinský fotbalový útočník a trenér.

## Hráčská kariéra
Za éry Sovětského svazu i samostatné Ukrajiny hrál za menší kluby. V Československu se poprvé objevil v dresu třetiligové Bukózy Vranov nad Topľou na jaře 1991. V roce 1991 přestoupil do druholigového oddílu TJ VSŽ Košice, po fúzi klubů hrál za 1. FC Košice. V roce 1994 se vrátil do vlasti.
V sezoně 1992/93 se stal v dresu 1. FC Košice nejlepším střelcem SNFL se 16 brankami a v sezoně 1993/94 zde hrál slovenskou nejvyšší soutěž.

### Československý pohár
S košickým mužstvem triumfoval ve finále 33. (posledního) ročníku Československého poháru (1992/93), které se hrálo v neděli 6. června 1993 na hřišti Tatranu Poštorná před 6 000 diváky. Druholigoví košičtí fotbalisté v něm překvapivě porazili novopečeného mistra ligy Spartu Praha, senzací pak byl rozdíl 4 branek – 5:1, k čemuž Pobehajev přispěl dvěma góly (na 3:1 a konečných 5:1).

### Evropské poháry
Odehrál všechna 4 utkání Košic v Poháru vítězů pohárů v ročníku 1993/94, v nichž vstřelil jednu branku.

### Ligová bilance
| Ročník           | Zápasy | Góly | Klub          |
| ---------------- | ------ | ---- | ------------- |
| II. liga 1991/92 | 30     | 9    | TJ VSŽ Košice |
| II. liga 1992/93 | 30     | 16   | 1. FC Košice  |
| I. liga 1993/94  | 15     | 6    | 1. FC Košice  |
| CELKEM I. LIGA   | 15     | 6    |               |

## Trenérská kariéra
Od roku 1995 byl hrajícím trenérem, po skončení hráčské kariéry v roce 2000 trénoval do roku 2003.